# Zoo Le Nouveau Monde
Le Nouveau Monde est une association fondée en mai 2016 gérant un parc zoologique et une ferme pédagogique situés à Saint-Thibéry dans le département de l'Hérault. Le parc ferme définitivement ses portes en fin d'année 2020.
Ce petit zoo a succédé au  zoo et parc Val d'Hérault Nature, un parc zoologique ouvert en novembre 2014 et fermé après avoir été déclaré en liquidation judiciaire en décembre 2015. Aménagé dans un ancien domaine viticole, où il s'implantait sur 15 hectares, il abritait environ 1 000 animaux appartenant à plus de 300 espèces revendiquées, et participait alors à plus de 12 programmes européens pour les espèces menacées.

## Historique

### Ouverture
Le parc a été fondé en 2014 par Damien Lerasle. Plus de 4 années de préparation administrative ont été nécessaires. Les travaux de construction ont démarré au printemps 2014 avec comme base un champ de vignes.
Le parc a été inauguré le 7 novembre 2014,,. Le parc aurait été en cessation de paiement dès son ouverture.

### Première fermeture
Il est placé en redressement judiciaire par le tribunal de commerce de Béziers le 22 juillet 2015, soit moins d'un an après le début de son activité.
Le parc employait une trentaine de salariés. Au moins 5 d'entre eux auraient lancé des procédures auprès des prud'hommes. Certains déplorent « des retards de paiements de salaire, licenciements et avertissements abusif, non-respect de fournitures professionnelles... » Ainsi que d'importantes dettes contractées auprès de plusieurs fournisseurs et prestataires.
Le 16 décembre 2015 le tribunal de commerce de Béziers prononce la liquidation judiciaire du zoo Val d'Hérault nature et ordonne sa fermeture immédiate. À la suite de ces événements, le parquet de Béziers ouvre une enquête pour escroquerie et faux et usage de faux à l'encontre de l'ensemble des acteurs de la société.
Le 22 décembre 2015, le zoo est placé en quarantaine après la détection de cas de grippe aviaire parmi les oiseaux du parc. Une quinzaine de tourterelles maillées du Sénégal sont euthanasiées pour éviter la propagation,. Le 27 décembre 2015, quinze makis sont retrouvés dans un grenier sans fenêtre vivant dans une cage de 10m². Les animaux n'étaient pas inventoriés par la société et leur origine est inconnue des autorités françaises.
Le 29 décembre 2015, l'association 30 millions d'amis et la Fondation Brigitte-Bardot organisent l'évacuation des animaux vers d'autres zoos et parcs animaliers .
À la suite de l'inspection des locaux par les services de l’État (DDPP) le 6 janvier 2016, des cadavres d'animaux sont retrouvés dans des congélateurs ou empaillés. Une enquête est ouverte car la mort de ces animaux n'a pas été déclarée,,,.
Afin de comprendre le fonctionnement du parc et les raisons de sa fermeture, plusieurs enquêtes sont demandées le 20 janvier 2016 par le tribunal de Béziers pour des faits d'escroquerie, de travail dissimulé, de mauvais traitement aux animaux ou encore de banqueroute .

### Reprise et fermeture définitive
En mai 2016, l'association Le Nouveau Monde est créée pour gérer le zoo et mener les actions de poursuite ou pédagogiques. Le parc rouvre en juillet 2016, porté par un nouvel administrateur, Jean-Claude Asset.
Transformé en ferme pédagogique, le parc ferme définitivement en octobre 2020 pour des raisons de maltraitance sur les animaux et loyers impayés. Les 1 400 animaux sont alors transférés vers d'autres parcs et structures.

## Installations et faune hébergée
Le parc était organisé par zone biogéographique, Europe, Asie, Océanie, Afrique et Amérique du Sud. Sur les quelque 1 000 animaux, on compte plus de 450 perroquets (Psittacidae),,.
Le parc dispose d'une nurserie pour l'élevage conservatoire.
Plusieurs enclos et volières sont dites "zoo contact" où le public peut pénétrer sur le territoire des animaux,.
12 animations quotidiennes ont lieu pour la sensibilisation du public à l'écocitoyenneté, à la protection de la nature et des espèces menacées.
Un spectacle en vol libre a lieu chaque jour avec plus de 60 oiseaux de Pâques à la Toussaint,.
Le parc zoologique Val d'Hérault nature emploie plus de 40 personnes.

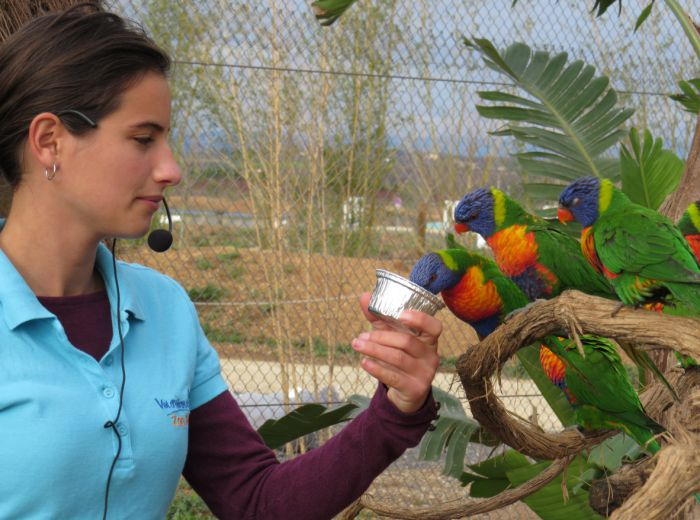
Le goûter des loriquets
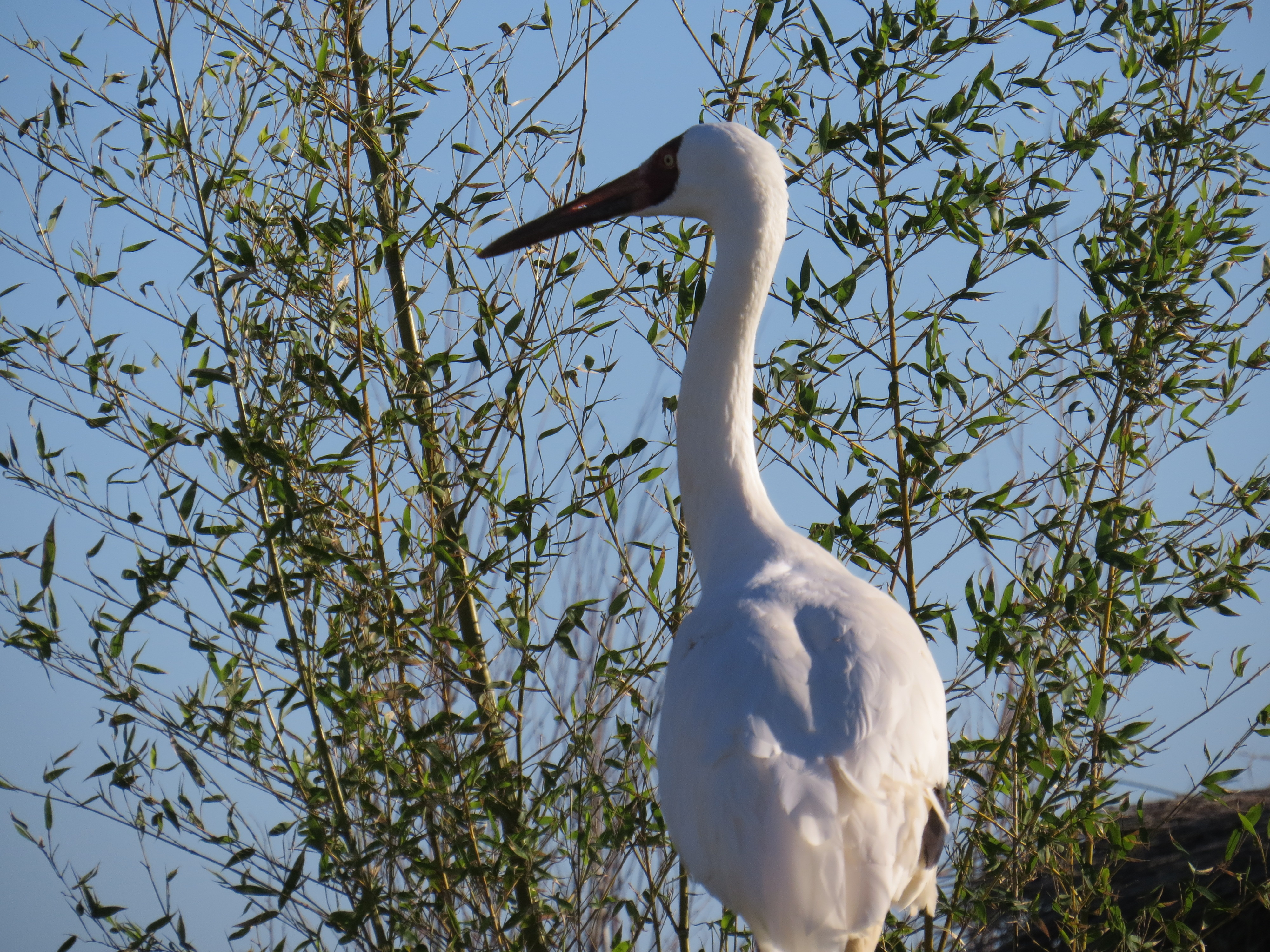
Grue de Sibérie (Grus leucogeranus)
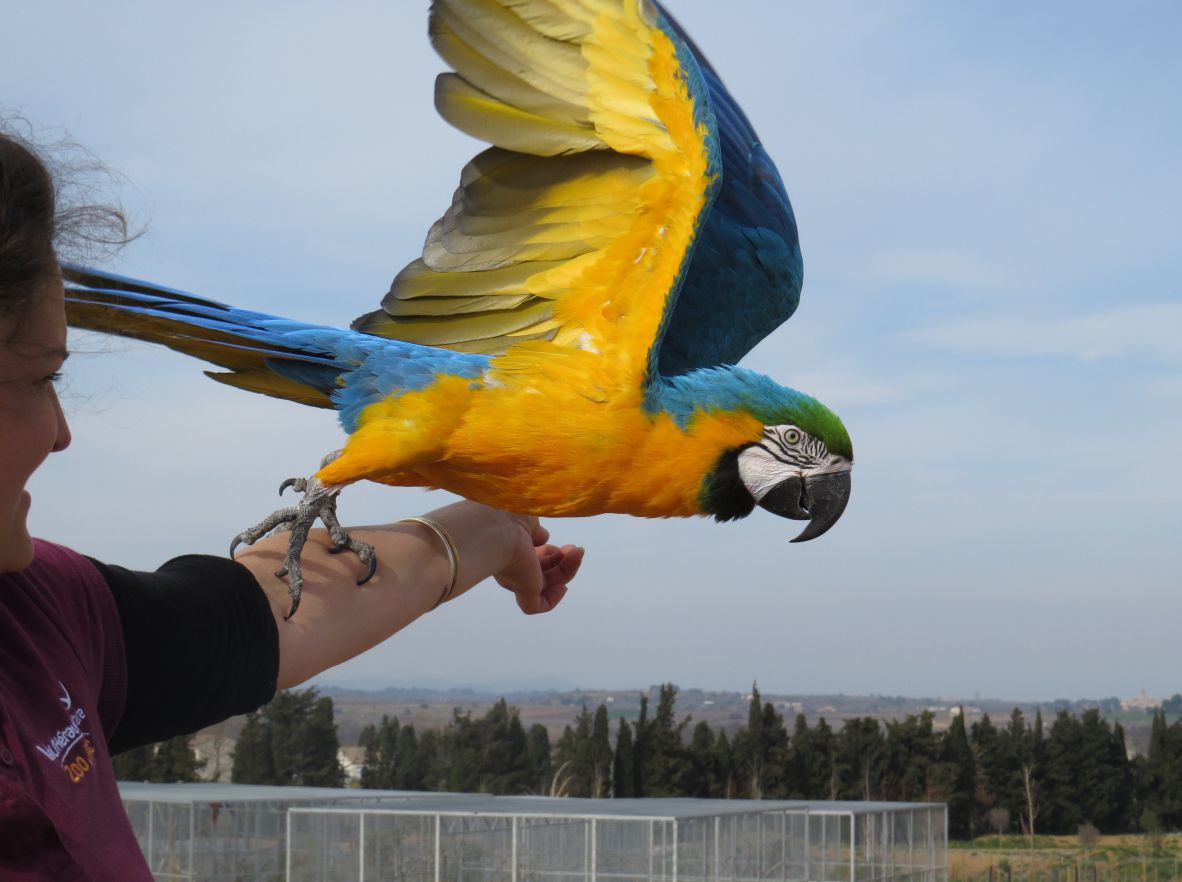
Oiseaux en vol libre.
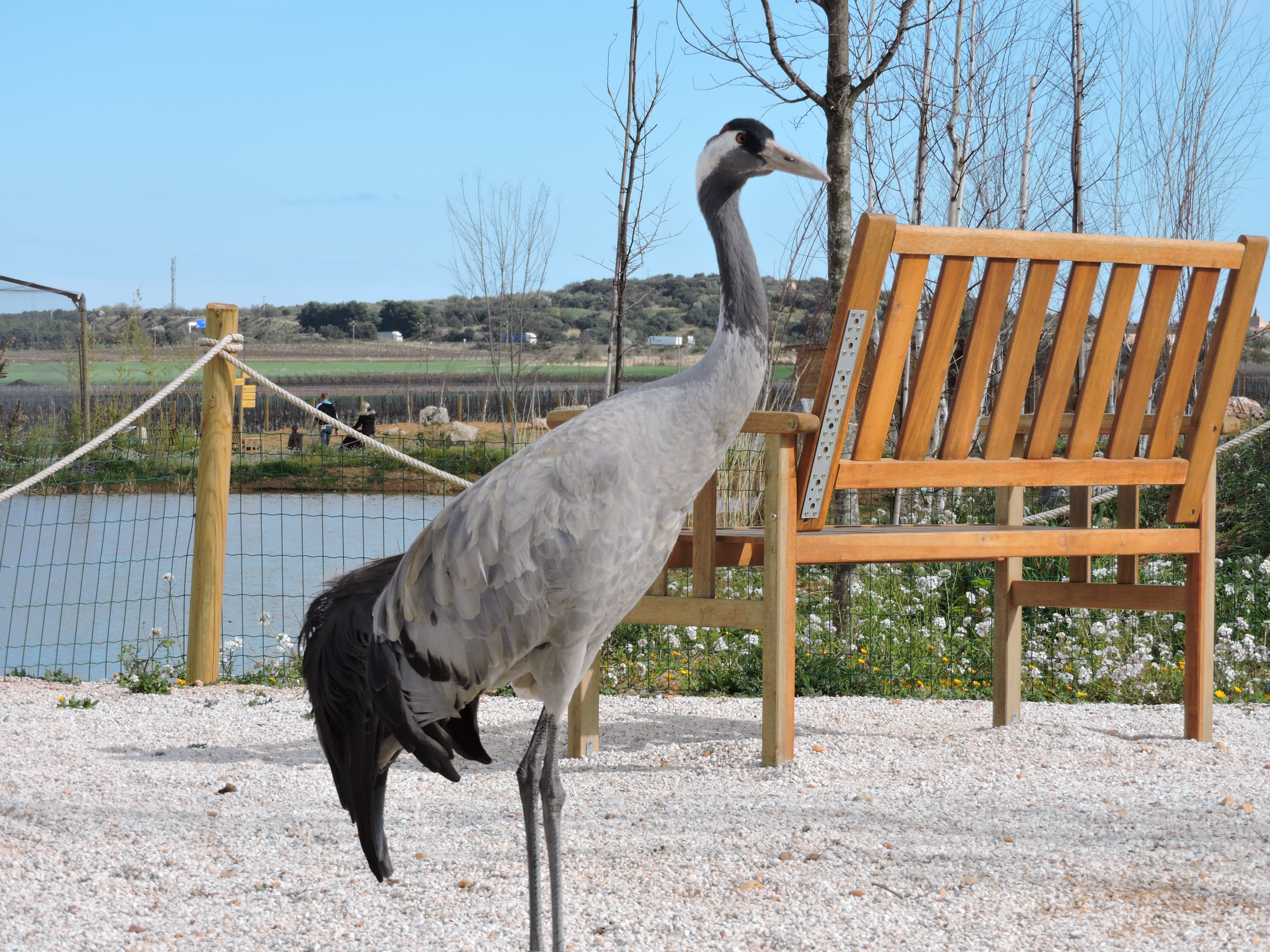
Grue d'Europe.
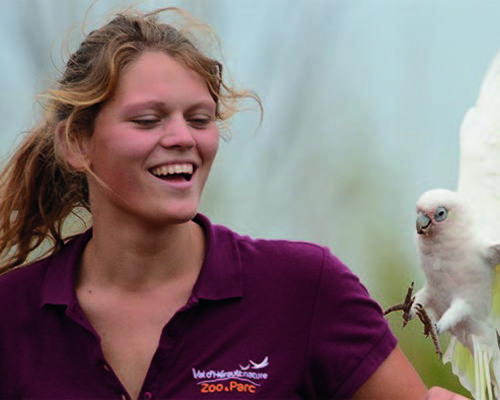
Spectacle d'oiseaux.

## Philosophie et pédagogie
La philosophie de Val d'Hérault nature est de susciter de l'émotion par l'immersion, en présentant des espèces ambassadrices des milieux sauvages, s'investir dans des programmes de conservation in situ et faire du parc un espace d'échanges et de sensibilisation,.
Le parc via son O.N.G Conservation Sauvage internationale participe à de nombreuses actions pour la protection de la nature comme le soutien à la destruction du stock d'ivoire.
Sur le plan pédagogique, les messages délivrés par l’équipe du parc sont : respect de la nature et des animaux, état des lieux, engagement du parc et des visiteurs en travaillant sur différentes sortes d’approches, scientifique, ludique, sensorielle et artistique en espérant que les visiteurs repartiront davantage conscients de leur pouvoir d'action pour préserver l’environnement,,.
Pour le public scolaire et les centres de loisirs, un accompagnement en amont et des fiches pédagogiques ont été créés par des enseignants et des vétérinaires. Plusieurs ateliers pédagogiques sont proposés, notamment le goûter des loriquets pour expliquer les principes de l'alimentation et de la chaîne alimentaire.